# 小樽松倉鉱山
小樽松倉鉱山（おたるまつくらこうざん）は北海道赤井川村および小樽市にあった重晶石（バリウム）鉱山である。松倉鉱山とも呼ぶ。同鉱山を経営する堺化学工業では、小樽鉱業所と呼称していた。

## 概要
日本における主要な重晶石鉱山の一つであり、一時期は国産重晶石の85％を供給していた。
採掘場は小樽市の名勝「松倉岩」より東部の尾根部分に存在した。小樽市と赤井川村の境界付近にあるものの、小樽市側は近隣に水源地が存在する事から鉱区の設定がされておらず、採掘はもっぱら赤井川村側で行われた。選鉱場・倉庫・事務所は小樽市天神町の平地（北緯43度09分51.2秒 東経140度59分23.1秒 / 北緯43.164222度 東経140.989750度）にあり、採掘場と選鉱場は索道で結ばれていた。
採掘場は長年電化されておらず、採掘は高品位の部分をえらびもっぱら手掘りで行われていた。採掘された鉱石は、索道で天神町の選鉱場に運搬され、粉砕後に洗鉱（水力を用いて重晶石と脈石を分離）および手選鉱で処理された。のちに重晶石の品位低下にともない、オレイン酸を用いた浮遊選鉱での処理に変更された。
重晶石の硫酸バリウムの品位は93％であり、最高は99％に達した。しかし、太平洋戦争中までに良質で採掘しやすい鉱床は粗方掘り尽くされており、戦後は80％に低下し、1961年以降は平均67％の低品位鉱も採掘対象となった。同鉱山で採掘された重晶石は緻密堅硬な塊状であり、（開発当時需要が高まっていた）リトポンおよびバリウム化合物の製造に適していた。塊状の重晶石はリトポンとバリウム化合物の原料（自社向け）として、選鉱時に生成される粉体の重晶石（バライト粉）は国内の油井における泥水調整剤（簸性硫酸バリウムを参照）として出荷された。自社向けの精鉱は小樽港から貨物船で（堺化学工業の工場がある）大阪府堺市の堺港まで運ばれた。
なお、同鉱山の山神社は松倉岩をご神体とし（松倉岩自体が重晶石を多量に含む露頭の一つである）、松倉岩周辺の採掘は行われなかった。

## 沿革
- 1932年（昭和7年） - 金、銀、銅、亜鉛を目的として採掘開始。
- 1935年（昭和10年） - 重晶石に富む事から、（この時期に国産化が実現して国内需要が高まった）リトポンおよびバリウム化合物事業の原料確保を目的として、堺化学工業が買収[1]。
- 1945年（昭和20年） - 太平洋戦争が終結した8月以降に休山。
- 1947年（昭和22年） - 4月、操業再開。
- 1954年（昭和29年）ごろ - 従業員数約46名（職員6名、労務者約40名）[3]。
- 1958年（昭和33年）ごろ - 従業員70人[7]。
- 1961年（昭和35年） - 7月、鉱量枯渇による低品位鉱採掘に対応するため浮遊選鉱場を開設[5]。
- 1970年（昭和45年） - 従業員51人[8]。
- 1971年（昭和46年） - 休山[6]。休山後は、従業員の多くは本社工場などに転勤となり、数人が施設管理のために残された。小樽に残るために退職した従業員も存在した[9]。
休山後も幾度か探鉱や小規模な試掘が行われたものの、再開には至らなかった。
- 1973年（昭和48年） - （参考）7月、公害防止費上昇などから、日本におけるリトポンの生産が中止[10]。以降は外国からの輸入品のみとなる。
- 1979年（昭和54年） - 8月、閉山[6]。

## 現状
天神地区の鉱山施設跡地はゴルフ練習場（堆積場を転用した水上式ゴルフ練習場）に転用されたが、1990年に閉鎖されている。また、1980年には堺化学工業の関連会社共成製薬の天神工場が開設された。2018年2月現在はカイゲンファーマの天神工場となっている。また、工場敷地内の一部を北海道横断自動車道の天神大橋が通過している。